# بنجامين إس. روفين جونيور
بنجامين إس. روفين جونيور (بالإنجليزية: Benjamin S. Ruffin, Jr.)‏ هو شخصية أعمال أمريكي، ولد في 11 ديسمبر 1941 في درم في الولايات المتحدة، وتوفي في 7 ديسمبر 2006 في وينستون-سالم في الولايات المتحدة.